# Топонимия Аландских островов

Лингвистическая карта регионов Финляндии
моноязычные - финский язык
двуязычные - финский - язык большинства, шведский -язык меньшинства
двуязычные - шведский - язык большинства, финский -язык меньшинстваb
моноязычные - шведский язык
двуязычные - финский - язык большинства, саамские -языки меньшинства

Топонимия Аландских островов — совокупность географических названий, включающая наименования природных и культурных объектов на территории Аландских островов — автономии в составе Финляндии. Структура и состав топонимии региона обусловлены его географическим положением и историей.

## Название островов
Согласно одной из гипотез, название Аландских островов происходит от протоскандинавского Ahvaland, что означает «земля воды». В шведском языке это обрело форму Åland, буквально «речная земля» — несмотря на то, что реки практически отсутствуют на Аландских островах. Финское и эстонское названия островов, соответственно Ahvenanmaa и Ahvenamaa («земля окуня»), как видно, сохраняют другую форму старого названия. Есть также точка зрения, что оригинальным названием архипелага было финское Ahvenanmaa, которое трансформировалось в шведское Åland'.
Официальное название швед. Landskapet Åland означает «регион Аландских островов».

## Состав топонимии

### Инсулонимы
- Аланд (фин. Ahvenanmanner, швед. Fasta Åland) — см. Название островов;
- Лемланд (фин. Lemland, швед. Lemland) — вероятно, происходит от древнескандинавского слова limr («ветка, ответвление») что, по-видимому, относится к очертаниям острова[3]
- Эккерё (фин. Eckerö, швед. Eckerö) — впервые упоминается около 1320 года как Ækro; первая часть названия, вероятно, происходит от шведского швед. åker — «идти, двигаться»[4];
- Лумпарланд (швед. Lumparland, фин. Lumparland) — этимология точно не установлена;
- Вордё (швед. Vårdö, фин. Vårdö) — первое письменное упоминание датируется 1347 годом, в письме герцога Магнуса II — «insula dicta Waerdhö» («на острове под названием Vårdö»); этимология точно не установлена;
- Кумлинге (швед. Kumlinge, фин. Kumlinge) — название означает «скалистый проход».

### Ойконимы
- Мариехамн (фин. Maarianhamina, швед. Mariehamn) — означает буквально «гавань Марии». Назван в честь императрицы Марии Александровны, супруги императора Александра II. В XIX и начале XX века в русскоязычных источниках использовался «шведский» вариант названия города — «Мариехамн»; во второй половине XX века в качестве русского нормативного написания был утверждён «финский» вариант, «Маарианхамина»[5][6].

### Оронимы
- Оррдальсклинт (швед. Orrdalsklint, фин. Orrdalsklint) — этимология точно не установлена.